# Regierung Schlüter IV

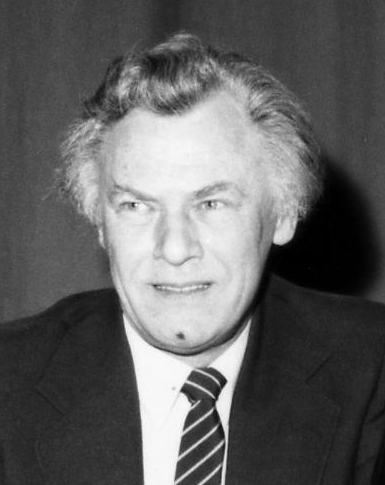
Ministerpräsident Poul Schlüter

Die Regierung Poul Schlüter IV wurde am 18. Dezember 1990 in Dänemark durch Ministerpräsident Poul Schlüter gebildet und löste die Regierung Schlüter III ab. Der Regierung gehörten Minister von Det Konservative Folkeparti (KF) sowie von Venstre (V) an. Die Regierung befand sich bis zum 25. Januar 1993 im Amt und wurde dann durch die Regierung Poul Nyrup Rasmussen I abgelöst.
| Amt                      | Name                   | Partei | Beginn der Amtszeit      | Ende der Amtszeit |
| ------------------------ | ---------------------- | ------ | ------------------------ | ----------------- |
| Ministerpräsident        | Poul Schlüter          | KF     | 18. Dezember 1990        | 25. Januar 1993   |
| Äußeres                  | Uffe Ellemann-Jensen   | V      | 18. Dezember 1990        | 25. Januar 1993   |
| Finanzen                 | Henning Dyremose       | KF     | 18. Dezember 1990        | 25. Januar 1993   |
| Wirtschaft               | Anders Fogh Rasmussen  | V      | 18. Dezember 1990        | 18. November 1992 |
| Wirtschaft               | Thor Pedersen          | V      | 18. November 1992        | 25. Januar 1993   |
| Verteidig                | Knud Enggaard          | V      | 18. Dezember 1990        | 25. Januar 1993   |
| Unterricht und Forschung | Bertel Haarder         | V      | 18. Dezember 1990        | 25. Januar 1993   |
| Justiz                   | Hans Engell            | KF     | 18. Dezember 1990        | 25. Januar 1993   |
| Inneres                  | Thor Pedersen          | V      | 18. Dezember 1990        | 25. Januar 1993   |
| Landwirtschaft           | Laurits Tørnæs         | V      | 18. Dezember 1990        | 25. Januar 1993   |
| Kirche und Kommunikation | Torben Rechendorff     | KF     | 18. Dezember 1990        | 25. Januar 1993   |
| Wohnungsbau              | Svend Erik Hovmand     | V      | 18. Dezember 1990        | 25. Januar 1993   |
| Fischerei                | Kent Kirk              | KF     | 18. Dezember 1990        | 25. Januar 1993   |
| Arbeit                   | Knud Erik Kirkegaard   | KF     | 18. Dezember 1990        | 25. Januar 1993   |
| Industrie und Energie    | Anne Birgitte Lundholt | KF     | 18. Dezember 1990        | 25. Januar 1993   |
| Gesundheit               | Ester Larsen           | V      | 18. Dezember 1990        | 25. Januar 1993   |
| Verkehr                  | Kaj Ikast              | KF     | 18. Dezember 1990        | 25. Januar 1993   |
| Umwelt                   | Per Stig Møller        | KF     | 18. Dezember 1990        | 25. Januar 1993   |
| Soziales                 | Else Winther Andersen  | V      | 18. Dezember 1990        | 25. Januar 1993   |
| Kultur                   | Grethe Rostbøll        | KF     | 18. Dezember 1990        | 25. Januar 1993   |
| Steuern                  | Anders Fogh Rasmussen  | V      | 18. Dezember 1990        | 18. November 1992 |
| Steuern                  | Peter Brixtofte        | V      | 18. November 1992        | 25. Januar 1993   |
| Nordische Zusammenarbeit | Thor Pedersen          | V      | 18. Dezember 1990        | 19. November 1992 |
| Nordische Zusammenarbeit | Knud Enggaard          | V      | ab dem 19. November 1992 | 25. Januar 1993   |